# Arare (menjar)

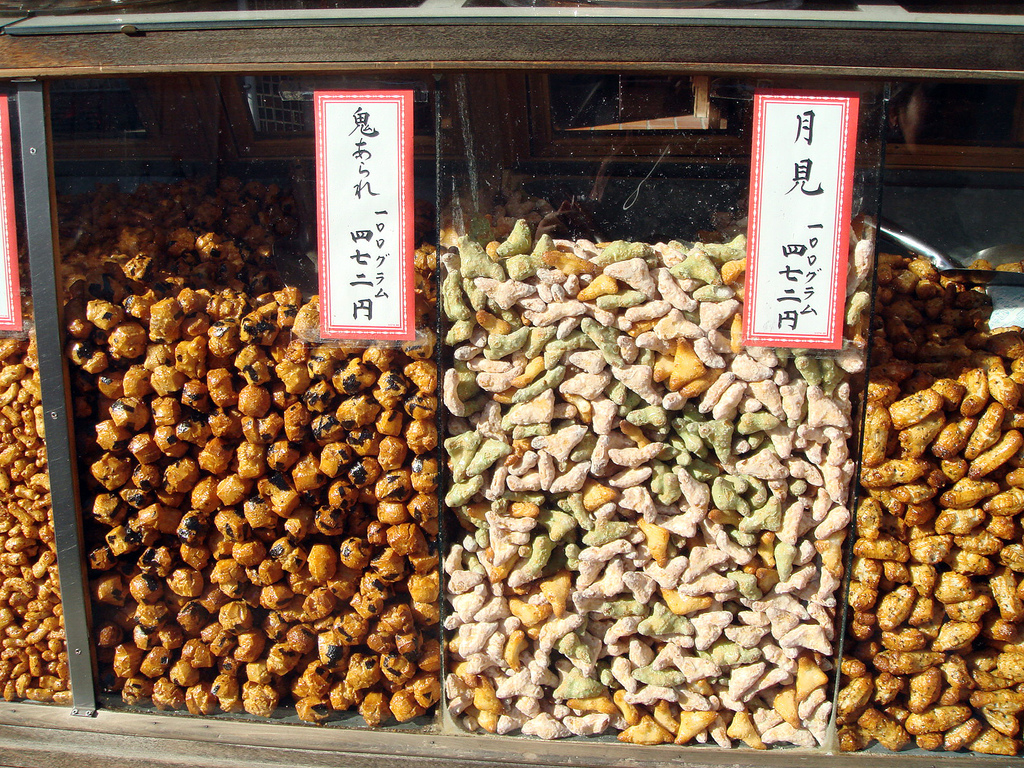
Arare a la venda a granel.

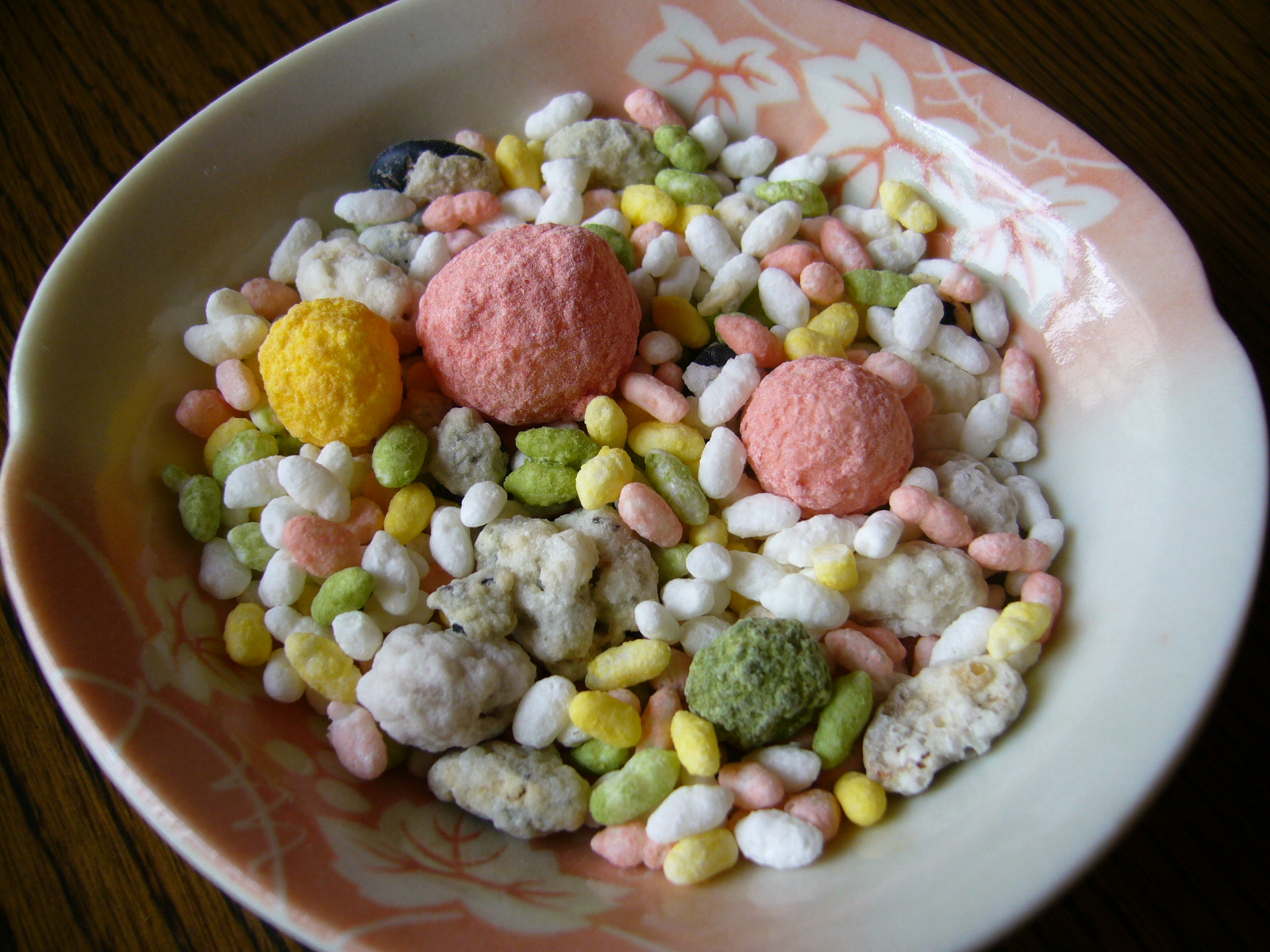
Arare de colors pel festival Hinamatsuri

L'arare (あられ, ‘calamarsa’) és un tipus de cracker japonès petit elaborat amb arròs glutinós i condimentat amb salsa de soia. La grandària i la forma distingeixen els arare del senbei.

## Tipus
Hi ha moltes grandàries, colors i formes diferents d'arares. Alguns són salats i d'altres dolços. Un, anomenat norimaki arare, s'embolica amb algues nori seques. Un altre, el kaki no tane (柿の種) (柿の種, 'kaki no tane'), pren el seu nom de la semblança amb les llavors de caqui i se solen vendre amb cacauets, una barreja anomenada kakipī (かきピー) (かきピー, 'kakipī'). Són un aperitiu popular per acompanyar a la cervesa japonesa.

## Cultura
Els japonesos consumeixen arare típicament per celebrar el Hinamatsuri (festival de les nines) el 3 de març, dia de les nenes al Japó. L'arare preparat per a la festa és molt colorit. L'arare normal es ven tot l'any, però els acolorits només es troben entre gener i març, per comprar-los pel Hinamatsuri.
L'arare va ser exportat als Estats Units per emigrants japonesos que van arribar com a treballadors a les plantacions en la dècada de 1900. A Hawái, es diu sovint kakimochi (pasta d'arròs fregida) o mochi crunch, i és popular barrejar l'arare amb crispetes de blat de moro (alguna gent també ho barreja amb furikake).